# Grivbus
Grivbus este o marcă de autobuze produse de Compania Industrială Grivița SA din București.